# Paedophryne swiftorum
Paedophryne swiftorum – gatunek płaza bezogonowego z rodziny wąskopyskowatych (Microhylidae) występujący w Papui-Nowej Gwinei. Został odkryty w lipcu 2008 i formalnie opisany w styczniu 2012. Należy do grona najmniejszych na świecie znanych kręgowców.

## Historia odkrycia
P. swiftorum został odkryty przez dwóch amerykańskich herpetologów Christophera Austina i jego doktoranta Erica Rittmeyera z Uniwersytetu Stanu Luizjana, podczas ich wyprawy naukowej do Papui-Nowej Gwinei. Amerykanie odkryli miniaturowego płaza w tropikalnych lasach w stacji badawczej Kamiali Wildlife Management Area (1,3 km na północ, 6,2 km na zachód od przylądka Cape Dinga), w prowincji Morobe na wysokości 500 m n.p.m. Epitet gatunkowy zwierzęcia jest eponimem mającym na celu upamiętnienie rodziny Swift, która w znacznej mierze przyczyniła się do powstania stacji badawczej Kamiali.
Na trop nowego gatunku naukowcy wpadli szukając źródła dźwięków nagrywanych nocą w lesie. Dźwięki musiały wydawać małe zwierzęta, bowiem zarejestrowana częstotliwość była zbliżona do dźwięków wydawanych przez owady, a badacze nie dostrzegali, jakie zwierzę wydaje te odgłosy. W poszukiwaniach pomocne okazały się metody stosowane w geodezji. Po wyznaczeniu współrzędnych i bezowocnym przeszukaniu ściółki naukowcy zebrali próbki ściółki do plastikowych worków. Dopiero szczegółowe przejrzenie zawartości pozwoliło na odnalezienie P. swiftorum. Holotyp został wybrany spośród osobników schwytanych w dniach 8–13 lipca 2008. O swoim odkryciu amerykańscy naukowcy poinformowali na początku stycznia 2012 w specjalistycznym piśmie PLoS ONE.

## Charakterystyka

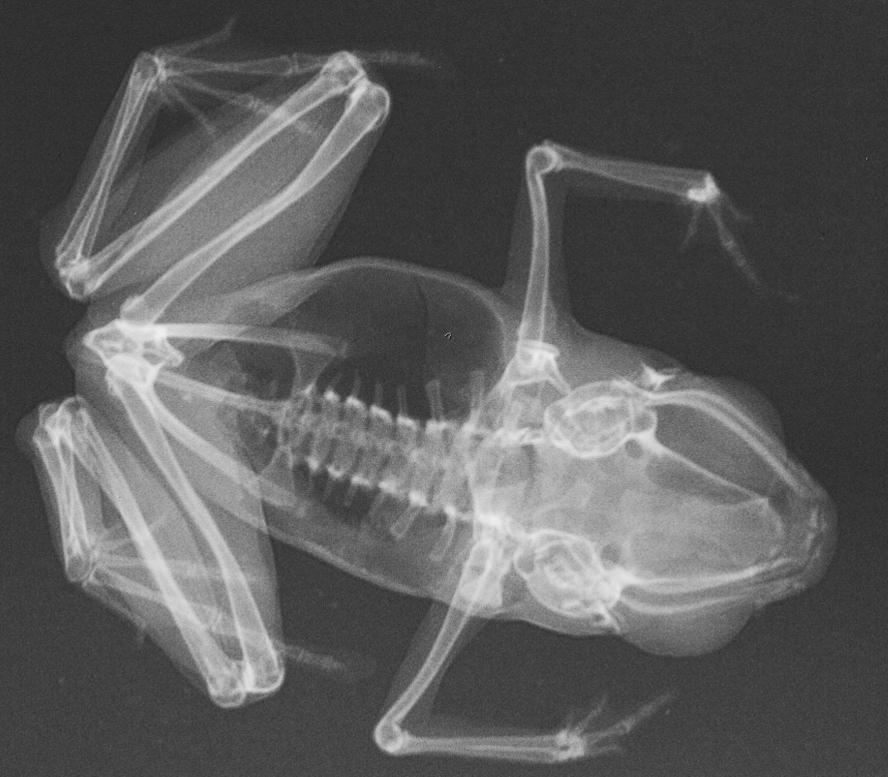
Zdjęcie rentgenowskie Paedophryne swiftorum

P. swiftorum należy do najmniejszych żab świata, ale i najmniejszych znanych kręgowców. Osiąga średnio 8,3–8,9 mm długości. Tytuł „najmniejszej żaby świata” należy do przedstawiciela siostrzanego taksonu Paedophryne amauensis, odkrytego przez ten sam zespół badawczy w 2009 roku.
P. swiftorum żywi się małymi bezkręgowcami. Męskie osobniki wydają dźwięki o wysokiej częstotliwości.

### Siedlisko
Podobnie jak wszystkie znane do tej pory gatunki Paedophryne, przedstawiciele P. swiftorum żyją wśród martwych liści w lasach deszczowych.